# Jeanne Gaëlle Eyenga
Jeanne Gaëlle Eyenga Mbo'ossi, född 24 januari 1999 i Yaoundé, är en kamerunsk tyngdlyftare.

## Karriär
Vid afrikanska spelen 2019 i Rabat tog Eyenga silver i 76 kg-klassen. Vid afrikanska mästerskapen 2021 i Nairobi tog hon guld i 76 kg-klassen. Vid OS 2020 i Tokyo, som arrangerades 2021, tävlade Eyenga i 76 kg-klassen, där hon slutade på 11:e plats.
Vid Islamic Solidarity Games 2021 i Konya, som arrangerades 2022, tog Eyenga brons i 76 kg-klassen. Vid afrikanska mästerskapen 2022 i Kairo tog hon brons i 81 kg-klassen. Vid både afrikanska mästerskapen 2023 i Tunis och afrikanska mästerskapen 2024 i Ismailia tog Eyenga silver i 81 kg-klassen.